# GSh-18
A GSh-18 (cirílico: ГШ-18) é uma pistola semiautomática 9mm desenvolvida pela KBP Instrument Design Bureau em Tula, Rússia, durante a década de 1990. O nome da pistola é derivado de seus inventores — Gryazev e Shipunov — e sua capacidade do carregador de 18 cartuchos.

## Detalhes do design
A GSh-18 é uma pistola de cano rotativo, culatra trancada e recuo curto com dez engranzadores espaçados igualmente ao redor do cano, tornando-o adequado para cargas de munição de alta velocidade. A GSh-18 pode ser empregada para utilizar o cartucho padrão 9x19mm Parabellum, mas foi projetada para utilizar o cartucho russo perfurante e de alta velocidade 7N31 9x19mm. A pistola incorpora um percussor pré-definido. O ferrolho e as outras peças são de aço, mas a arma possui uma armação de polímero.
Dois designs diferentes de cabo foram observados. A capacidade do carregador é de dezoito cartuchos, e um cartucho adicional pode ser inserido na câmara. O retém do carregador é reversível para atiradores canhotos e o ejetor funciona como um indicador de câmara carregada. Os carregadores têm um design bifilar, comum a muitas armas modernas.
A pistola GSh-18 possui apenas dezessete partes (em comparação, a pistola Glock 17 contém trinta e quatro partes).[carece de fontes?]

### Munição
A GSh-18 foi projetada para disparar o cartucho 9x19mm Parabellum, bem como os cartuchos russos perfurantes e de sobrepressão 9x19mm 7N21 (cirílico: 7H21) e 7N31 (cirílico: 7H31). O 7N31 demonstrou a capacidade de penetrar em 8 mm de aço a 15–20 metros de distância.

## Variantes
- GSh-18 Tactical: Variante com um trilho Picatinny, uma nova armação e a capacidade de instalar um silenciador, que foi oficialmente revelado em 2012.[6]
- GSh-18S «Sport» (ГШ-18С «Спорт»): Variante civil com gatilho e percussor modificados e carregador destacável de dez cartuchos.
- GSh-18 «Sport 2» (ГШ-18 «Спорт 2»): Variante civil com gatilho modificado e carregador de dezoito cartuchos.[7]
- GSh-18T (ГШ-18Т): Variante não letal que utiliza balas de borracha MP-80-13т .45.

## Utilizadores
- Rússia
  - Forças Armadas da Rússia[8]
  - Tropas Internas[9]
  - Ministério da Justiça[1]
  - Ministério do Interior[1]
  - Forças policiais da Rússia[10][11]
- Síria
  - Forças Armadas da Síria[carece de fontes?]
  - Forças policiais da Síria[carece de fontes?]